# Mattias Holmesson
Mattias Holmesson, född 1971 i Karlskrona, är en svensk författare.
Holmesson har medverkat med noveller i flera olika sammanhang, bland annat i tidskriften CDM och i antologin Döden på isen och andra berättelser (Piratförlaget 2002). Hans novell 'Rösten från andra sidan' publicerades på japanska i Hayakawa's Mystery Magazine 2009.